# Episodi di Rick and Morty (prima stagione)
La prima stagione della serie animata Rick and Morty, composta da 11 episodi, è stata trasmessa negli Stati Uniti, da Adult Swim, dal 2 dicembre 2013 al 14 aprile 2014. 
In Italia la stagione è stata interamente pubblicata dal servizio di video on demand Netflix, il 1º maggio 2016.
| nº | Titolo originale                     | Titolo italiano                         | Prima TV USA     | Pubblicazione Italia |
| -- | ------------------------------------ | --------------------------------------- | ---------------- | -------------------- |
| 0  | Pilot                                | I semi della discordia                  | 2 dicembre 2013  | 1º maggio 2016       |
| 1  | Lawnmower Dog                        | Evoluzione canina                       | 9 dicembre 2013  | 1º maggio 2016       |
| 2  | Anatomy Park                         | Il parco di anatomia                    | 16 dicembre 2013 | 1º maggio 2016       |
| 3  | M. Night Shaym-Aliens!               | M. Night Shyam-alieni                   | 13 gennaio 2014  | 1º maggio 2016       |
| 4  | Meeseeks and Destroy                 | La tribù dei Miguardi                   | 20 gennaio 2014  | 1º maggio 2016       |
| 5  | Rick Potion #9                       | Febbre d'amore n°9                      | 27 gennaio 2014  | 1º maggio 2016       |
| 6  | Raising Gazorpazorp                  | Morty Junior                            | 10 marzo 2014    | 1º maggio 2016       |
| 7  | Rixty Minutes                        | Vite alternative                        | 17 marzo 2014    | 1º maggio 2016       |
| 8  | Something Ricked This Way Comes      | Qualcosa di Rick-istro sta per accadere | 24 marzo 2014    | 1º maggio 2016       |
| 9  | Close Rick-counters of the Rick Kind | Incontri ravvicinati del Rick-tipo      | 7 aprile 2014    | 1º maggio 2016       |
| 10 | Ricksy Business                      | Ricksky business                        | 14 aprile 2014   | 1º maggio 2016       |

## I semi della discordia
- Titolo originale: Pilot
- Diretto da: Justin Roiland
- Scritto da: Dan Harmon e Justin Roiland

### Trama
Rick si afferma come cattiva influenza sul nipote Morty, dopo che la famiglia scopre che il ragazzo ha perso quasi un semestre di scuola per andare all'avventura con il nonno. Rick imperterrito porta comunque suo nipote in un'altra dimensione, l'ambiente adatto dove crescono i semi del Mega Albero che gli servono per una sua ricerca. A questo punto, per evitare i controlli della dogana spaziale, Rick fa nascondere i semi nel retto di Morty. Vengono però scoperti di ciò e sono costretti, per tornare a casa, a intraprendere uno scontro a fuoco con le guardie insetto aliene. Una volta a casa, grazie ai semi nel suo corpo, Morty diventa per un attimo molto intelligente e fa ricredere i suoi genitori sull'influenza negativa che il nonno ha su di lui. Finito l'effetto dei semi però, Morty inizia a contorcersi sul pavimento e Rick parla con toni altisonanti delle loro avventure future, aggiungendo che, poiché i semi si sono sciolti, diventando dunque inutilizzabili, i due dovranno andare a prenderne degli altri.
- Nota: è l'unico episodio a non presentare una scena dopo i titoli di coda.
- Ascolti USA: telespettatori 1 100 000[3]

## Evoluzione canina
- Titolo originale: Lawnmower Dog
- Diretto da: John Rice
- Scritto da: Ryan Ridley

### Trama
Dato che Jerry si lamenta che Snuffles, il cane di famiglia, sia stupido, Rick costruisce un casco che permette al cane di diventare più intelligente. Successivamente, mentre la famiglia si diverte col cane, Rick e Morty decidono di entrare nei sogni del professore di matematica di Morty, in modo che dia una "A" al ragazzo. Qui, continuando a entrare nei sogni di ogni persona presente nel sogno, incontrano Scary Terry che, dopo averli prima inseguiti per ucciderli, diventa loro amico. Nel mondo reale intanto, Snuffles (che ora si fa chiamare Palla di Neve), diventato super intelligente grazie al casco, prende il controllo del pianeta, grazie all'esercito di cani da lui creato.
- Ascolti USA: telespettatori 1 510 000[4]

## Il parco di anatomia
- Titolo originale: Anatomy Park
- Diretto da: John Rice
- Scritto da: Eric Acosta e Wade Randolph

### Trama
Mentre la famiglia festeggia il Natale con i genitori di Jerry e l'amante di sua madre, Rick rimpicciolisce Morty e lo manda all'interno del corpo di un senzatetto, in modo da salvargli la vita. Dentro il corpo dell'uomo Rick ha costruito il parco di anatomia, un parco dei divertimenti, dove sono imprigionati tutti i virus e le malattie infettive esistenti. 
- Guest star: Dana Carvey (Leonard Smith), John Oliver (dr. Xenon Bloom).
- Ascolti USA: telespettatori 1 302 000[5]

## M. Night Shyam-alieni
- Titolo originale: M. Night Shaym-Aliens!
- Diretto da: Jeff Myers
- Scritto da: Tom Kauffman

### Trama
Rick e Jerry vengono rapiti a loro insaputa dagli alieni Zigariani e intrappolati in una realtà virtuale da loro creata per farsi dire da Rick la ricetta del Concentrato di Materia Oscura, un potentissimo carburante da lui creato. Rick tenta più volte la fuga ma ogni volta scopre di essere intrappolato in innumerevoli realtà virtuali. Jerry intanto continua a pensare di essere nel mondo reale e diventa un pubblicitario di successo.
- Guest star: David Cross (Principe Nebulon, voce della radio).
- Ascolti USA: telespettatori 1 317 000[6]

## La tribù dei Miguardi
- Titolo originale: Meeseeks and Destroy
- Diretto da: Bryan Newton
- Scritto da: Ryan Ridley

### Trama
Rick dona a Jerry, Beth e Summer un dispositivo che permette di evocare i Miguardi, esseri destinati a morire non appena svolgono il compito a loro assegnato. Stufo delle bravate del nonno, Morty organizza una nuova avventura in un modo fantasy. Questa avventura si rivela però, solo all'apparenza, più sicura di quelle organizzate da Rick.
- Ascolti USA: telespettatori 1 610 000[7]

## Febbre d'amore n°9
- Titolo originale: Rick Potion #9
- Diretto da: Stephen Sandoval
- Scritto da: Justin Roiland

### Trama
Morty chiede a Rick di fargli una pozione che gli permetta di conquistare Jessica al ballo della scuola. Il problema è che Jessica, che ha l'influenza, diffonde il virus in tutto il pianeta e tutte le persone diventano così attratte sessualmente da Morty, tranne i suoi familiari. Rick, per risolvere il problema, peggiora ulteriormente la situazione, fino a trasformare il mondo intero in un covo di Cronenberg, dove gli unici superstiti sono Jerry, Beth e Summer. Rick e Morty sono così costretti ad andarsene, fuggendo in un'altra realtà in cui le loro controparti hanno trovato una soluzione, ma sono poi morte in seguito ad un esperimento di Rick. I due protagonisti seppelliscono perciò i propri cadaveri nel giardino e continuano la propria vita come se niente fosse mai successo, nonostante Morty sia rimasto fortemente scosso da ciò.
- Ascolti USA: telespettatori 1 746 000[8]

## Morty Junior

Morty e suo figlio Morty Jr.

- Titolo originale: Raising Gazorpazorp
- Diretto da: Jeff Myers
- Scritto da: Eric Acosta e Wade Randolph

### Trama
Il robot da sesso, comprato da Rick per Morty, rimane incinta di Morty, dando alla luce un piccolo alieno, dalla crescita molto rapida. Il ragazzo decide così di prendersi cura del figlio a cui il darà il nome di Morty Junior. Per risolvere il problema Rick e Summer vanno nel pianeta d'origine del robot, il pianeta Gazorpazorp, dove scoprono che il robot è un surrogato, costruito dalle Gazorpiane, per permettere la prosecuzione della loro specie.
- Guest star: Claudia Black (Ma-Sha), Richard Christy (statua delle Gazorpiane, Morty Junior da ragazzo), Virginia Hey (Gazorpiane).
- Ascolti USA: telespettatori 1 762 000[9]

## Vite alternative
- Titolo originale: Rixty Minutes
- Diretto da: Bryan Newton
- Scritto da: Tom Kauffman e Justin Roiland

### Trama
Rick potenzia il televisore in modo da ricevere qualsiasi canale proveniente da ogni dimensione. Dato che la famiglia vede che Jerry in un'altra dimensione è un famoso attore, viene chiesto a Rick un dispositivo che permetta loro di poter vivere e vedere le loro diverse esistenze nelle dimensioni parallele.
- Ascolti USA: telespettatori 1 477 000[10]

## Qualcosa di Rick-istro sta per accadere
- Titolo originale: Something Ricked This Way Comes
- Diretto da: John Rice
- Scritto da: Mike McMahan

### Trama
Rick accompagna Summer al suo primo lavoro come commessa nel negozio del signor Needful. In realtà il suo datore di lavoro è il Diavolo che, usando il negozio, regala oggetti maledetti alla gente. Rick, per evitare ciò, apre, davanti al negozio del signor Needful, un negozio dove annulla tutte le sue maledizioni. Intanto Jerry e Morty finiscono su Plutone e iniziano una disputa con i Plutoniani se esso sia o meno un pianeta nano.
- Guest star: Alfred Molina (signor Lucius Needful), Rich Fulcher (re Flippy Nips), Nolan North (Scroopy Noopers).
- Ascolti USA: telespettatori 1 543 000[11]

## Incontri ravvicinati del Rick-tipo
- Titolo originale: Close Rick-counters of the Rick Kind
- Diretto da: Stephen Sandoval
- Scritto da: Ryan Ridley

### Trama
Quando 27 Rick da dimensioni alternative vengono uccisi, il Consiglio dei Rick, formato dai Rick di tutte le dimensioni, arresta Rick C-137 (l'originale della serie), ritenendolo il colpevole di questi omicidi. 
Rick dovrà per questo fuggire insieme a Morty, per rintracciare il vero assassino. Jerry intanto fa amicizia con Rick J19Z7, ritenuto il Rick più stupido e soprannominato Rick Tonto.
- Ascolti USA: telespettatori 1 750 000[12]

## Ricksky business
- Titolo originale: Ricksy business
- Diretto da: Stephen Sandoval
- Scritto da: Ryan Ridley e Tom Kauffman

### Trama
Quando Beth e soprattutto Jerry decidono di passare una serata a tema Titanic, Rick e Summer decidono di organizzare una festa in casa, in cui Rick invita tutti i suoi amici alieni. La festa però prende una brutta piega quando arriva prima Abradolf Lincler, la fusione, creata da Rick, di Adolf Hitler e Abramo Lincoln, e poi Morty accidentalmente trasferisce la casa su un altro pianeta.
- Guest star: Maurice LaMarche (Abradolf Lincler), Aislinn Paul (Nancy), Cassie Steele (Tammy).
- Ascolti USA: telespettatori 2 127 000[13]